# David Ogilvy, X conte di Airlie
David Graham Drummond Ogilvy, X conte di Airlie (Londra, 4 maggio 1826 – Denver, 25 settembre 1881), è stato un nobile, politico e ufficiale scozzese.

## Biografia
Era il figlio maggiore di David Ogilvy, IX conte di Airlie, e della sua prima moglie, Clementina Drummond. Studiò al Christ Church College di Oxford. Due anni dopo, successe al padre come conte. Nel 1879, ricevette una laurea honoris causa in giurisprudenza da parte dell'Università di Glasgow.

## Carriera
Divenne vice tenente per Forfarshire nel 1847. Fu un rappresentante della Camera dei lord nel 1850 e servì come capitano della Forfarshire Yeomanry Cavalry ed nel 12° Forfarshire Rifle Volunteers dal 1856. Nel 1872, fu nominato Lord High Commissioner to the General Assembly of the Church of Scotland, carica che ricoprì fino all'anno successivo.

## Matrimonio
Sposò, il 23 settembre 1851, Henrietta Blanche Stanley (30 luglio 1830-5 gennaio 1921), figlia di Edward Stanley, II barone di Alderley. Ebbero sei figli:
- Lady Henrietta Blanche (8 novembre 1852-23 marzo 1925), sposò Sir Henry Montague Hozier, ebbero quattro figli;
- Lady Clementina Gertrude Helen (19 giugno 1854-30 aprile 1932), sposò Algernon Freeman-Mitford, I barone Redesdale, ebbero nove figli;
- David Ogilvy, XI conte di Airlie (20 gennaio 1856-11 giugno 1900);
- Lady Maude Josepha (16 novembre 1859-3 aprile 1933), sposò Theodore Whyte, ebbero quattro figli;
- Lord Lyulph Gilchrist Stanley (25 giugno 1861-1947), sposò Edith Gertrude Boothroyd, ebbero due figli;
- Lady Griselda Johanna Helen (20 dicembre 1865-12 febbraio 1934), sposò James Cheape, ebbero tre figli.

## Morte
Morì il 25 settembre 1881, a Denver, Colorado.